# Санкции против Ирана
Санкции против Ирана запрещают экспорт в Иран атомной, ракетной и значительной части военной продукции, прямых иностранных инвестиций в нефтегазовую и нефтехимическую промышленность Ирана, экспорт продукции тонкой нефтепереработки, 
а также любые контакты с Корпусом Стражей Исламской Революции (КСИР), банками и страховыми компаниями, финансовые транзакции и сотрудничество с морским флотом Ирана. 

Санкции введены на следующих уровнях:
Список резолюций ООН
- Резолюция Совета Безопасности ООН 1737 — принята 23 декабря 2006.
- Резолюция Совета Безопасности ООН 1747[англ.] — принята 24 марта 2007.
- Резолюция Совета Безопасности ООН 1803[англ.] — принята 3 марта 2008.
- Резолюция Совета Безопасности ООН 1929[англ.] — принята 9 июня 2010.
- Резолюция Совета Безопасности ООН 2231 — принята 20 июля 2015.

Санкции групп стран
- Санкции ЕС против Ирана (с 2010)
- В июле 2010 года Канада, Австралия, Южная Корея и Япония также установили объединённые санкции против Ирана[2].

Санкции отдельных стран
- Санкции США против Ирана (впервые США ввели односторонние санкции против Ирана в 1979 году; 2018[3]; 2020[4]; 2022[5];2025[6])
- Израиль
- Швейцария

## Экономические санкции
- Instrument in Support of Trade Exchanges (INSTEX)